# 2017年太平洋颱風季
| 太平洋颱風季             |
| 主題頁 - 專題 - 編輯指南 |

2017年太平洋颱風季泛指於2017年全年內的任何時間，於赤道以北及國際換日線以西的太平洋水域，以及南中國海所產生的熱帶氣旋。雖然有關方面並沒有設下本颱風季的指定期限，但大部份於西北太平洋的熱帶氣旋通常皆會於五月至十二月期間形成。
本條目的範圍僅局限於赤道以北及國際換日線以西的太平洋及南海的水域。於赤道以北及國際換日線以東的太平洋水域產生的風暴則被稱為颶風，並被列入2017年太平洋颶風季。於西北太平洋產生的熱帶風暴是由日本氣象廳所命名（即國際名稱），國際編號為17xx，而美國聯合颱風警報中心（英語：JTWC）則將於該地區的熱帶低氣壓之編號以W字母作結。凡進入或產生於菲律賓風暴責任範圍以內的熱帶低氣壓，菲律賓大氣地球物理和天文服務管理局（英語：PAGASA）均會給予當地名稱，作當地警報用途，因此可能會有兩個不同的英文名稱（官方以國際名稱為準）；此外，中国大陆、香港、澳門所採用的中文譯名與臺灣可能不同。以下各熱帶氣旋的資訊會以熱帶氣旋存在期間的巔峰形態為準。更多關於西太平洋的颱風，請參見太平洋颱風季。

## 颱風季預測

### 香港
香港天文台（英語：HKO）在2017年3月23日匯報天文台最新發展，指出2016-2017年為自1884年有記錄以來其中一個最暖的冬季。天文台預計全年雨量正常至偏少，進入香港五百公里範圍的熱帶氣旋有四至七個，數目接近正常水平。惟該年6至8月間接連有四個風暴正面襲港並使天文台發出八號或以上熱帶氣旋警告信號，情況遠超預期，因此天文台於八月下旬將預測上調至六至九個，數目達正常水平。

### 澳門
澳門地球物理暨氣象局（葡萄牙語：SMG）氣象局顧問氣象高級技術員劉英偉於4月5日出席政府民防架構舉行預防熱帶氣旋會議時表示，預料本年將有5至7個熱帶氣旋影響澳門，首個及最後一個熱帶氣旋分別預計在 6月中旬及 9月下旬出現。今年將有5至7個熱帶氣旋影響澳門，民防架構各機構部門必須提高警惕，做好預防及宣傳工作。

### 臺灣
交通部中央氣象局（英語：CWB）在1月12日於行政院第3531次會議進行2017年天氣展望及風險評估，預估該年夏季將有3至4個颱風侵臺，西北太平洋颱風第1個颱風生成時間也會較去年早。
中央氣象局於6月26日召開颱風展望記者會，預估該年夏季將有3至5個颱風侵臺，氣候平均值為3.6個，北太平洋西部海域颱風生成總數預估約為21至25個，接近氣候平均值23.1個。氣象局預報中心主任呂國臣表示，今年氣候正常，聖嬰或是反聖嬰機會都偏低，因此今年颱風生成、侵襲的狀況也都屬正常，至於侵台的強度，他則表示，有70%至80%的機率是中颱以上，也不排除有秋颱侵襲機率，提醒民眾做好防颱準備。

### 中國大陸
中國国家海洋预报台预计2017年西北太平洋和南海海域共有11至13个台风影响中国海域，其中有6至7个台风登陆中国东南沿海。另據福建省氣象局於4月11日預測，該年風季（6月-9月）影響福建省的熱帶氣旋有6-7個，夏季可能有1~2个台风登陆或严重影响福建省。

### 菲律賓
菲律賓PAGASA預測本年4-9月內進入菲律賓預報責任區的熱帶氣旋會達8-12個。

### 越南
越南中央水文氣象預報中心預測今年下半年將由ENSO轉變為聖嬰現象，今年風季的颱風將會在今年下半年逐漸明顯，預計今年進入南中國海的風暴約有13-15個，其中約有3-4個將會直接或間接襲擊越南。

## 已被國際命名的熱帶氣旋

### 熱帶風暴梅花（Muifa）
PAGASA: Dante 
2017年4月中下旬，一個低壓區在接近赤道、楚克南方之海面上生成。縱使此低壓區在遠洋海面生成，但初時中心極為散亂。美國海軍研究實驗室在同月20號上午9時給予擾動編號93W，聯合颱風警報中心則於21號的上午8時對其在24小時內形成為熱帶氣旋的機會評為「低」。在高反的輔助，加上風切變低、海溫較高的情況下，該低壓區開始整合，結構變得緊密起來。至於各大天氣機構預計其移動路徑將會是西北偏西移動，部份機構亦看好其發展與強度、部份機構則不太看好。
日本氣象廳在23號的下午8時率先將其升格為熱帶低氣壓，聯合颱風警報中心緊接著在24號的上午4時將評級提升至「中」，再在之後下午1時提升至「高」。此低壓區受惠於附近良好的環境而繼續發展，聯合颱風警報中心在4月25日上午2時將其升格為熱帶低氣壓並給予編號03W；日本氣象廳亦在同一天上午8時對熱帶低氣壓03W發出烈風警報。隨著熱帶低氣壓03W快速發展與增強，聯合颱風警報中心在4月26日上午2時將其升格為熱帶風暴，日本氣象廳亦緊接著在上午8時把其升格為熱帶風暴，給予國際編號1701和命名該熱帶氣旋為「梅花」，是2017年太平洋颱風季首個被命名的熱帶氣旋。
雖然該熱帶風暴被命名，但各大天氣機構對其之後的強度發展不太看好，並預測其將轉向，從西北偏西轉北再轉向東北偏東移動，原因是因西風槽逐漸東移影響。結果「梅花」如預期一樣，沿著日本東南附近之副熱帶高壓脊的弱點移動，逐漸移向西風槽一帶，慢慢減弱。在「梅花」慢慢減弱下，日本氣象廳及聯合颱風警報中心在4月27號下午8時50分降格其為熱帶低氣壓，聯合颱風警報中心在翌日的上午5時發出最後警告；日本氣象廳在29號下午8時降格為低壓區。最後「梅花」於菲律賓以東的遠洋上消散，部份雲團併入溫帶氣旋之中。

### 強烈熱帶風暴苗柏（Merbok）
苗柏是2017年太平洋颱風季第二個被命名的熱帶氣旋，聯合颱風警報中心給其編號為熱帶低氣壓04W，同時亦是該年第一個吹襲華南地區的熱帶氣旋。繼4月梅花生成之後，西北太平洋在5月一直平靜，直到6月在菲律賓中部有低壓區生成。它增強為強烈熱帶風暴，被命名為苗柏，更横過南海朝向廣東東部，最後進入內陸並逐漸消散。

### 強烈熱帶風暴南瑪都（Nanmadol）
PAGASA: Emong 
南瑪都是2017年太平洋颱風季第三個被命名的熱帶氣旋，聯合颱風警報中心給其編號為熱帶低氣壓05W。南瑪都當時的擾動編號是98W，之後再被重編為99W，它在菲律賓以東海域向西北方向移至臺灣以東海域，並逐漸增強為強烈熱帶風暴，之後轉向東北方向移動。它的首次登陸地在日本長崎縣長崎市，二次登陸地在愛媛縣宇和島市，三次登陸地在和歌山縣田邊市，最終它轉化成温帶氣旋。

### 強烈熱帶風暴塔拉斯（Talas）
塔拉斯是2017年太平洋颱風季第四個被命名的熱帶氣旋，聯合颱風警報中心給其編號為熱帶低氣壓06W。塔拉斯是由季候風低氣壓轉化，初時有天氣機構認為其會與菲律賓附近的熱帶擾動合併後吹襲珠三角，但最後改變為它獨立發展，並增強至強烈熱帶風暴。它在7月17日凌晨2時10分登陸於越南乂安省，登陸後受到陸地的摩擦力影響，強度快速減弱，於7月18日消散。縱使它已消散，它尾隨的氣流卻為南海北部和華南沿岸地區帶來暴雨。

### 颱風奧鹿（Noru）
奧鹿是2017年太平洋颱風季第五個被命名的熱帶氣旋，聯合颱風警報中心給其編號為熱帶低氣壓07W。日本氣象廳在19日上午8時將奧鹿升格為熱帶低氣壓，當時其在日本東南偏東2000公里的海面上。當局6小時後發布烈風警報，隨後在21日上午8時將它升格為熱帶風暴，給予國際編號1705，並命名為奧鹿。23日午後它開始受到熱帶風暴玫瑰牽制而採取東南路徑，同時開始急劇增強。25日至27日間，它逐漸吞併玫瑰，並恢復西移路徑，強度明顯下降。27日晚它改向西南移動，靠近小笠原群島，30日夜間至31它再次急劇增強達五級颶風的強度，在8月5日減弱為颱風，並於日本屋久島登陸。8月8日上午它的結構雖然已經變得鬆散，但其仍影響日本北部。
在聯合颱風警報中心的最佳路徑中，奧鹿的最高風速從140節（相當於五級颶風）調降為135節（相當於四級颶風）。

### 熱帶風暴玫瑰（Kulap）
玫瑰是2017年太平洋颱風季第六個被命名的熱帶氣旋，聯合颱風警報中心給其編號為熱帶低氣壓09W。在奧鹿增強之際，國際換日線西面的斜壓系統在19日早上逐漸轉化為低壓區，美國海軍研究實驗室在早上9時給予熱帶擾動編號97W。此低壓區的低層環流中心西面曾受乾空氣入侵和垂直風切變影響而局部外露，不過其東面輻散通道持續改善，炎熱海水亦供應足夠能量，此低壓區於20日凌晨2時被日本氣象廳升格為熱帶低氣壓；而聯合颱風警報中心則在3小時後（凌晨5時）把其在24小時內形成為熱帶氣旋的機會評為「低」。
午後其深層對流逐漸填補原先外露的低層環流中心東面，組織出一個較為廣闊的低層環流中心，其溫帶氣旋特性亦逐步減弱，加上此系統位於強烈上層低氣壓下面，聯合颱風警報中心因而在下午2時把評級提升至「中」，並把此系統評為副熱帶低氣壓；日本氣象廳則在下午3時半發出烈風警告，表示1日內有機會加強為熱帶風暴；聯合颱風警報中心在21日早上8時把此系統升為副熱帶風暴；之後在下午1時半把評級提升為「高」並發出熱帶氣旋形成警報；日本氣象廳亦於下午3時15分把該熱帶低氣壓正式升為熱帶風暴，並命名為玫瑰，給予國際編號1706，中国国家气象中心至48分跟随；聯合颱風警報中心隨即在下午5時表示該系統轉化為熱帶風暴，給予熱帶氣旋編號09W。
玫瑰受深厚副熱帶高壓脊影響在初期向北移動，於22日早上改向西移，開始靠近熱帶氣旋奧鹿，並於下午發展出一「針眼」。晚間玫瑰移入較冷的海域，其副熱帶特性再度顯現，溫度掃描系統更顯示玫瑰發展出部分冷心結構，表示玫瑰為一「混合系統」。其低層環流中心亦再度外露，流層對流殆盡，不過低層雲團仍捲入中心，並在24日組成中心密集雲團區。25日玫瑰開始與奧鹿互相影響，奧鹿的流出為玫瑰帶來強烈的垂直風切變，導致玫瑰明顯減弱；聯合颱風警報中心和日本氣象廳分別在下午5時和晚上9時把玫瑰降為熱帶低氣壓，後者在26日上午11時發佈最後警報。玫瑰圍繞奧鹿逆時針轉向，終在28日午夜完全併入奧鹿的環流中。

### 熱帶風暴洛克（Roke）
PAGASA: Fabian 
洛克是2017年太平洋颱風季第七個被命名的熱帶氣旋，聯合颱風警報中心給其編號為熱帶低氣壓10W。繼奧鹿和玫瑰出現之後，鵝鑾鼻東南方海面上再度出現另一個擾動，日本氣象廳於7月21日上午12時將洛克升格為熱帶低氣壓。22日下午2時日本氣象廳將它升格為熱帶風暴，隨後將其命名為洛克。接後，它持續以西北方向移向南海並登陸香港西貢東郊野公園附近。當它移過深圳上空時，由於受到地形破壞而急速減弱。

### 熱帶風暴桑卡（Sonca）
桑卡是2017年太平洋颱風季第八個被命名的熱帶氣旋，聯合颱風警報中心給其編號為熱帶低氣壓08W。塔拉斯消散不久，有低壓區於7月19日在菲律賓中部海域生成，而美國海軍研究實驗室給予擾動編號96W。初時各大機構認為桑卡會有所發展，更有機會在珠江口一帶登陸，但後來有所改動，預測將以熱帶低氣壓的強度移往海南島。它在初時對流旺盛，進入南海南部後受到風切高和海温低影響，強度開始減弱。然而，它移到南海中部時再度重新加強，聯合颱風警報中心於7月21日上午11時將它升格為熱帶低氣壓。雖然它重新發展，但在強度上仍不見有太大的增強，還於海南島附近的海面上徘徊，更與洛克產生輕微的藤原效應。直到洛克移入深圳內陸，日本氣象廳在7月23日下午3時升格它為熱帶風暴並且命名桑卡，接後，它於25日16時30分在越南廣平省登陸。下午8時，隨著它深入寮國境內，受陸地摩擦影響，日本氣象廳將它降格為熱帶低氣壓。

### 颱風納沙（Nesat）
PAGASA: Gorio 
納沙是2017年太平洋颱風季第九個被命名的熱帶氣旋，聯合颱風警報中心給其編號為熱帶低氣壓11W。日本氣象廳在25日下午3時升格納沙為熱帶低氣壓，並在6小時後發布烈風警報。26日上午11時，日本氣象廳將它升格為熱帶風暴，並命名為納沙。28日上午，各部門把它的路徑向西調整，表示它將直指臺灣前進。29日晚間7時10分它由臺灣宜蘭縣蘇澳鎮登陸臺灣本島，同日晚間10時30分於苗栗縣竹南鎮出海並進入臺灣海峽。它在30日上午7時登陸福建福州福清市，減弱為強烈熱帶風暴，同日它繼續減弱。

### 熱帶風暴海棠（Haitang）
PAGASA: Huaning 
海棠是2017年太平洋颱風季第十個被命名的熱帶氣旋，聯合颱風警報中心給其編號為熱帶低氣壓12W。美國海軍研究實驗室於7月26日上午4時把一個在西沙群島東北方海域生成的低壓區給予擾動編號92W。翌日，日本氣象廳在下午2時把海棠升為熱帶低氣壓。7月28日，隨著它的結構逐漸獲得改善，聯合颱風警報中心在上午5時對它發布熱帶氣旋形成警報，隨後在下午3時升格它為熱帶低氣壓，並給予熱帶氣旋編號12W。翌日，聯合颱風警報中心將它升格為熱帶風暴。下午3時，日本氣象廳將它升格為熱帶風暴，並命名為海棠。30日下午4時30分它於臺灣屏東枋山楓港登陸，31日0時30分它於彰化芳苑出海。下午2時，日本氣象廳將它認定為殘留低氣壓。

### 熱帶風暴尼格（Nalgae）
尼格是2017年太平洋颱風季第十一個被命名的熱帶氣旋，聯合颱風警報中心給其編號為熱帶低氣壓13W。8月2日上午，日本氣象廳確認升級為熱帶風暴，並命名為尼格，8月6日它減弱消散。

### 颱風榕樹（Banyan）
榕樹是2017年太平洋颱風季第十二個被命名的熱帶氣旋，聯合颱風警報中心給其編號為熱帶低氣壓14W。
榕樹在8月10日在西北太平洋形成，向西北移動，逐漸增強。15日黃昏它轉趨減弱，它於8月17日消散。

### 颱風天鴿（Hato）
PAGASA: Isang 
天鴿是2017年太平洋颱風季第十三個被命名的熱帶氣旋，聯合颱風警報中心給其編號為熱帶低氣壓15W。
天鴿在8月20日下午形成，日本氣象廳給予國際編號1713，它受惠吕宋海峡和南海的優良環境，而且它行經海域的垂直風切減弱，加上炎熱的海水，吸收近一個月儲存的能量，它開始快速增強。此時，從衛星雲圖上可以發現它的中心逐漸出現風眼的結構，日本氣象廳在下午2時50分把它的強度從熱帶風暴上限的強度上調至強烈熱帶風暴上限的強度，日本氣象廳在晚上11時40分再把它升格為颱風。當晚它曾再度減速移動，至23日凌晨它開始穩定採取西北偏西路徑，直逼珠江口以西附近一帶。23日中午它在珠江口對開海域掠過，於下午12時50分在廣東珠海南部登陸，並開始逐漸減弱。受活躍西南季候風支援，它在24日橫過廣西壯族自治區時，減弱速度放緩。日本氣象廳直至下午2時40分才把它降為熱帶低氣壓。

### 強烈熱帶風暴帕卡（Pakhar）
PAGASA：Jolina 
帕卡是2017年太平洋颱風季第十四個被命名的熱帶氣旋，聯合颱風警報中心給其編號為熱帶低氣壓16W。8月23日帕卡於菲律賓東方海面形成熱帶低氣壓，美国海军研究实验室给予扰动编号96W。8月24日它持续发展，形态良好。下午8時，中國國家氣象中心率先將它升格為熱帶風暴。25日凌晨2時，日本氣象廳將它升為熱帶風暴，並命名為帕卡，給予國際編號1714。它於25日晚間橫過呂宋中部，受到呂宋的地形影響，它的強度一度減弱，然後它於翌日早上進入南海中部。進入南海後，它移動速度明顯加快，以時速30公里大致向西北移動，直撲珠江口以西一帶，並重新增強。帕卡於上午9時前後在廣東台山東南部沿海登陸。它其後減弱為一熱帶風暴，傍晚它移入廣西內陸，並於28日消散。

### 颱風珊瑚（Sanvu）
珊瑚是2017年太平洋颱風季第十五個被命名的熱帶氣旋，聯合颱風警報中心給其編號為熱帶低氣壓17W。8月28日，日本氣象廳將珊瑚升格為熱帶風暴。8月30日，各氣象部門把它升格為強烈熱帶風暴。8月31日，各氣象部門逐步把它升格為颱風。同時，聯合颱風警報中心也把它升格為颱風。9月3日，日本氣象廳認為它已經轉化為溫帶氣旋。

### 強烈熱帶風暴瑪娃（Mawar）
瑪娃是2017年太平洋颱風季第十六個被命名的熱帶氣旋，聯合颱風警報中心給其編號為熱帶低氣壓18W。8月30日下午2時，日本氣象廳將瑪娃升格為熱帶低氣壓。9月1日凌晨3時升格它為熱帶風暴。9月4日消散。

### 熱帶風暴古超（Guchol）
PAGASA: Kiko 
古超是2017年太平洋颱風季第十七個被命名的熱帶氣旋，聯合颱風警報中心給其編號為熱帶低氣壓19W。9月4日上午4時日本氣象廳將古超升格為熱帶低氣壓。9月6日，日本氣象廳將它升格為熱帶風暴。9月7日，日本氣象廳將它降回熱帶低氣壓。9月8日，日本氣象廳在天氣圖中表示它已併入鋒面系統。

### 颱風泰利 （Talim）
PAGASA: Lannie 
泰利是2017年太平洋颱風季第十八個被命名的熱帶氣旋，聯合颱風警報中心給其編號為熱帶低氣壓20W。9月9日已由日本氣象廳確認升級為泰利。9月11日凌晨2時，日本氣象廳將它升格為強烈熱帶風暴。同日早上9時，日本氣象廳將它升格為颱風。9月15日，它開始減弱。9月18日，它轉化為溫帶氣旋。

### 颱風杜蘇芮（Doksuri）
PAGASA：Maring 
杜蘇芮是2017年太平洋颱風季第十九個被命名的熱帶氣旋，聯合颱風警報中心給其編號為熱帶低氣壓21W。9月11日凌晨3時，日本氣象廳將杜蘇芮升格為熱帶低氣壓並於6小時後發布烈風警報；9月12日，聯合颱風警報中心將它升格為熱帶低氣壓21W。日本氣象廳於當日晚間將它升格為熱帶風暴，命名為杜蘇芮，給予國際編號1719。命名後，它開始增強。9月15日下午，它登陸越南，並迅速減弱，9月16日它便宣告完全消散。

### 颱風卡努（Khanun）
PAGASA: Odette 
卡努是2017年太平洋颱風季第二十個被命名的熱帶氣旋，聯合颱風警報中心給其編號為熱帶低氣壓24W。10月13日上午0時40分，卡努登陸菲律賓卡加延省聖安娜，不久便出海，繼續往中國大陸沿岸前進並增強。
10月15日，它登陸雷州半島並減弱，10月16日，它在北部灣打轉，不久後減弱為熱帶低氣壓，隔日它便完全消散。

### 颱風蘭恩（Lan）
PAGASA: Paolo 
蘭恩是2017年太平洋颱風季第二十一個被命名的熱帶氣旋，聯合颱風警報中心給其編號為熱帶低氣壓25W，同時被日本氣象廳評定為「超大型」颱風。受到強烈副熱帶高壓脊影響，本年西北太平洋的颱風季在9月底至10月初出現空窗期，直到副熱帶高壓脊北抬，使得熱帶擾動重新在西北太平洋發展。美國海軍研究實驗室在10月11日的時候，為楚克群島附近的低壓雲團給予擾動編號91W。炎熱的海水以及風切弱的因素造就此擾動加強發展，聯合颱風警報中心在10月15日當天升格為熱帶低氣壓25W，日本氣象廳在第二天升格為熱帶風暴並且進行命名，各氣象廳部門也相繼升格。
10月17日，日本氣象廳將它升格為颱風。
10月20日上午，蘭恩的雲捲風眼擴增成一個大型風眼，聯合颱風警報中心指出蘭恩已進入快速增強期。10月20日下午中國氣象局和香港天文台將蘭恩升格為強颱風。
香港天文台在10月21日凌晨2時將其升格為超強颱風，而聯合颱風警報中心也同時把蘭恩升格為超級颱風，而臺灣中央氣象局也在上午8時將蘭恩升格為強烈颱風。
10月22日下午2時，臺灣中央氣象局將蘭恩降格為中度颱風。
10月23日上午3時，登陸日本靜岡縣掛川市。上午8時，臺灣中央氣象局將蘭恩降格為輕度颱風，下午2時，臺灣中央氣象局認為其已轉化為溫帶氣旋。
日本氣象廳在事後發佈的最佳路徑中，把蘭恩的強度向上修訂，接近中心最高持續風速從95節（每小時175公里）上調為100節（每小時185公里），中心最低氣壓由925百帕斯卡下調至915百帕斯卡。

### 強烈熱帶風暴蘇拉（Saola）
PAGASA: Quedan 
蘇拉是2017年太平洋颱風季第二十二個被命名的熱帶氣旋，聯合颱風警報中心給其編號為熱帶低氣壓27W。
日本氣象廳於19日上午9時將它分析為低壓區，並在同一天下午3時將它分析為熱帶擾動。而聯合颱風警報中心則於10月19日5時30分發佈熱帶氣旋形成警報，給它編號為熱帶低氣壓27W，隨後再將它升格為熱帶風暴。10月20日晚上，聯合颱風警報中心將它降格為熱帶低氣壓。
10月23日上午4時25分，日本氣象廳發布烈風警報。10月24日，升格為熱帶風暴，命名為蘇拉。10月30日下午12時50分，日本氣象廳認為它已經轉化溫帶氣旋。

### 颱風達維（Damrey）
PAGASA: Ramil 
達維是2017年太平洋颱風季第二十三個被命名的熱帶氣旋，聯合颱風警報中心給其編號為熱帶低氣壓28W。
10月31日上午9時，日本氣象廳將它升為熱帶低氣壓。同日，下午3時，日本氣象廳發布烈風警報。11月2日，日本氣象廳將它升格為熱帶風暴，命名為達維。
11月2日晚上各部門都將它升格為強烈熱帶風暴。11月3日正午各部門將它升格為颱風。11月4日早上，它登陸越南，逐漸減弱。下午9時，日本氣象廳將它降格為熱帶低氣壓。

### 熱帶風暴海葵（Haikui）
PAGASA: Salome 
海葵是2017年太平洋颱風季第二十四個被命名的熱帶氣旋，联合台风警报中心给其编号为热带低气压30W。日本氣象廳在9日上午8時的天氣圖上標記它為熱帶低氣壓，不久後聯合颱風警報中心將它升格為熱帶低氣壓，給予編號為熱帶低氣壓30W，預計它進入南海後將逐漸增強，並朝向海南島一帶，日本氣象廳在同日晚上9時率先將它升格為熱帶風暴，給予編號1724，命名為海葵。
11月12日下午3時，日本氣象廳將它降格為熱帶低氣壓而且於一日後認為它已完全消散。

### 熱帶風暴鴻雁（Kirogi）
PAGASA: Tino 
鴻雁是2017年太平洋颱風季第二十五個被命名的熱帶氣旋，联合台风警报中心给其编号为热带低气压31W。此热带低气压進入南中國海並逐漸增強。11月18日日本氣象廳升格為熱帶風暴並命名鴻雁，編號1725。18日下午進入南海中部。
11月19日3時，日本氣象廳將鴻雁降格為熱帶低氣壓。

### 熱帶風暴啟德（Kai-tak）
PAGASA：Urduja
啟德是2017年太平洋颱風季第二十六個被命名的熱帶氣旋。聯合颱風警報中心給其編號為熱帶低氣壓32W。啟德於12月12日生成。接著，橫過菲律賓中部群島、西南的巴拉望島。
12月19日，以西南偏西的方向橫過南海南部，往馬來半島南部、新加坡一帶前進。12月22日上午9時，日本氣象廳將啟德降格為熱帶性低氣壓。

### 颱風天秤（Tembin）
PAGASA:Vinta
天秤是2017年太平洋颱風季第二十七個被命名的熱帶氣旋。聯合颱風警報中心給其編號為熱帶低氣壓33W。
12月21日，天秤迅速增強為強烈熱帶風暴。起初以西南西的方向，後來轉往偏西的方向移動，並於晚間登陸菲律賓的棉蘭老島。
12月22日，受陸地地形影響而減弱為熱帶風暴，同日晚間穿越棉蘭老島到達蘇祿海，向西移動朝巴拉望島、南海一帶前進。
12月23日晚間，中心行經至巴拉望島西南部近海時，吸收蘇祿內海海面的水氣與熱量，整個雲系更為擴大，深層對流更為旺盛，更開始發展出雲捲風眼。
12月26日，日本氣象廳將天秤降格為熱帶低氣壓。

### 熱帶風暴布拉萬（Bolaven）
PAGASA:Agaton
布拉萬是一個跨年（2017年太平洋颱風季至2018年太平洋颱風季）的熱帶氣旋。它原身的低壓區在2017年12月21日於馬紹爾群島以南低緯度生成，當時美國海軍研究實驗室給予其擾動編號98W，但後來卻因環境不利發展而撤去編號。然而低壓區到了12月28日重新發展起來，美國海軍研究實驗室再度給予其擾動編號99W，而日本氣象廳在12月30日的天氣圖中將此系統標記為熱帶低氣壓。
隨後，聯合颱風警報中心在2018年1月2日給予編號為熱帶低氣壓01W，日本氣象廳則於1月3日升格至熱帶風暴並命名為布拉萬。布拉萬亦因此成為2018年首個熱帶氣旋，它同時也是西北太平洋有紀錄以來第三早形成並被命名的風暴，但進入了南海後，由於該區水温較低而使其又再難以發展，最後系統在南海中部逐漸消散。

## 未被國際命名的熱帶氣旋
除了被日本氣象廳命名的熱帶氣旋外，還有一些沒被命名的熱帶低氣壓和被聯合颱風警報中心評估為熱帶風暴或熱帶低氣壓，但日本氣象廳只評為熱帶低氣壓的熱帶氣旋。

### 熱帶低氣壓01W
PAGASA: Auring 
美國海軍研究實驗室擾動編號96W，聯合颱風警報中心給其編號為熱帶低氣壓01W。
2017年1月7日，一個低壓區在菲律賓以東形成，翌日發展成為2017年首個熱帶氣旋並被聯合颱風警報中心給予熱帶氣旋編號01W。電腦數值預報模式準確地預測它掠過菲律賓後將進入南海，只是強度上有誤差，因為它滯留菲律賓上空，長時間被切斷水氣供應而減弱成低壓區，然而它進入南海後仍能重建雲帶，但垂直風切變令它的強度徘徊在低壓區和熱帶低氣壓之間。隨後東北季候風南下令它捲入乾空氣而明顯減弱，之後它登陸越南並快速出海，但未能重新組織，最終在泰國灣附近消散。

### 熱帶低氣壓
PAGASA: Bising 
美國海軍研究實驗室擾動編號98W→99W。
2017年1月31日，一個低壓區在菲律賓以東海域生成，美國海軍研究實驗室給予擾動編號98W。當時它被赤道反氣旋引導，受到東北季候風影響，它發展緩慢，但是在垂直風切變微弱，海水炎熱和高空輻散良好的環境下，聯合颱風警報中心於2月2日下午2時對它在24小時內形成為熱帶氣旋的機會評為「低」，翌日下午2時提升為「中」。因應它的對流變得活躍，日本氣象廳率先把它升為熱帶低氣壓，並隨即對它發出烈風警報，表示一日內會加強為熱帶風暴。可是5日該區垂直風切變大幅提升，令它的低層環流中心外露，對流盡失，日本氣象廳在上午8時撤銷烈風警報；聯合颱風警報中心於當日下午2時把評級降回「低」，更在6日下午2時取消評級；美國海軍研究實驗室亦取消它的擾動編號，不過日本氣象廳仍維持對它熱帶低氣壓的評級，預料它將會停滯不前。由於東北季候風減弱，更有利它吸收海水能量，逐漸修復其低層環流中心，美國海軍研究實驗室給予新的擾動編號99W。聯合颱風警報中心於同7日下午2時重新對其評級為「低」。受到一股溫帶氣旋影響，它逐漸減弱，聯合颱風警報中心於8日下午2時再度取消評級。日本氣象廳在上午8時把它降格其為低壓區。
美國海軍研究實驗室擾動編號91W。
2017年3月17日下午4時，一個低壓區在關島以南海域上生成，美國海軍研究實驗室給予擾動編號91W。3月20日下午2時，日本氣象廳將它升格為熱帶低氣壓。3月21日上午8時，日本氣象廳將它降格為低壓區。下午2時，日本氣象廳再度將它升格為熱帶低氣壓。3月21日下午8時，日本氣象廳再度將它降格為低壓區。

### 熱帶低氣壓02W
PAGASA: Crising 
美國海軍研究實驗室擾動編號92W，聯合颱風警報中心給其編號為熱帶低氣壓02W。
02W是一個強度較弱的熱帶氣旋，但它所挾帶之暴雨導致菲律賓出現災情。它橫過菲律賓後進入南海，一度受到乾空氣和垂直風切變影響，之後受到濕潤水氣支援而數度重新增強，但穿越呂宋海峽後它再度受到垂直風切變影響而減弱消散。

### 熱帶低氣壓
美國海軍研究實驗室擾動編號97W。
2017年6月22日上午2時，一個低壓區在波納佩島東北海域上生成，美國海軍研究實驗室給予擾動編號97W。在6月22日午間， 聯合颱風警報中心對它在24小時內形成為熱帶氣旋的機會評為「低」，24日升為「中」，並在6月25日午間升為「高」，並同步發佈熱帶氣旋形成警報，於隔日上午5時撤銷 ，隨後將它評級降為「中」及「低」，28日下午2時取消評級。6月29日上午8時，日本氣象廳將它升格為熱帶低氣壓， 當時它集結在臺灣以東海域。6月30日凌晨，它横過沖繩近海，進入東海，此時它的低層環流中心在雷達圖上已不再清晰。7月1日它重新整合，凌晨它在屋久島及種子島附近造成強風、驟雨及雷擊，連續登陸兩島後它的低層環流中心再度遭到破壞，它隨後沿九州近岸北上，搭上噴射氣流。
美國海軍研究實驗室擾動編號90W→91W。
繼強烈熱帶風暴南瑪都後，再有低壓區在菲律賓以東海域形成，被美國海軍研究實驗室給予擾動編號90W，其後撤銷編號。日本氣象廳在7月4日上午8時把它升格為熱帶低氣壓，而同日美國海軍研究實驗室給予新的擾動編號91W。下午4時30分，聯合颱風警報中心對它在24小時內形成為熱帶氣旋的機會評為「低」，後在翌日上午3時直接升它為「高」，並同步發出熱帶氣旋形成警報，顯示它較大可能會在未來一天增強成熱帶低氣壓，並移向臺灣以東海域。它横過臺灣以東海域後進入東海後並沒有增強跡象，所以聯合颱風警報中心在7日上午3時把它在24小時內形成為熱帶氣旋的評級降為「中」，並取消熱帶氣旋形成警報，更在下午2時取消它評級，日本氣象廳也降格它為低壓區。
美國海軍研究實驗室於7月12日下午2時把在硫磺島西北海域生成的低壓區給予擾動編號93W。翌日，日本氣象廳在上午8時將它升為熱帶低氣壓，聯合颱風警報中心則在下午2時對它在24小時內形成為熱帶氣旋的機會評為「中」。然而它因為移向較高緯度地區，附近的環境不利熱帶氣旋發展，使得聯合颱風警務中心在15日上午4時取消相關評級，而日本氣象廳於隔日下午2時把它降為低壓區，它亦在最後轉化為温帶氣旋。
美國海軍研究實驗室擾動編號93W→96W。日本氣象廳於7月26日上午2時將國際換日線附近的低壓區升為熱帶低氣壓。3小時過後，美國海軍研究實驗室給予擾動編號93W。隨著它逐漸向東南移動，附近的環境使它的暖性系統逐漸轉冷，美國海洋預報中心在下午8時將它評定為副熱帶氣旋。
7月29日，美國海軍研究實驗室重新給予擾動編號96W，美國海洋預報中心持續判定它為副熱帶風暴。日本氣象廳於下午10時認為其已轉化為溫帶氣旋。
美國海軍研究實驗室擾動編號98W。
它在26日上午2時被日本氣象廳升格為熱帶低氣壓，不久後便宣告消散並且併入帕卡的環流中。
美國海軍研究實驗室擾動編號90W。
8月28日下午6時日本氣象廳將它升為熱帶低氣壓，並在3小時後發布烈風警報。日本氣象廳在8月29日下午3時將它降格為低壓區，並撤銷烈風警報。

### 熱帶低氣壓22W
PAGASA: Nando 
美國海軍研究實驗室擾動編號90W，聯合颱風警報中心給其編號為熱帶低氣壓22W。
一個低壓區於9月下旬在呂宋附近海域形成，移入南海北部後逐漸發展，美國海軍研究實驗室給予擾動編號90W。日本氣象廳在9月23日把它升為熱帶低氣壓，其中心最低氣壓為1002百帕斯卡。隨後它亦被聯合颱風警報中心升為熱帶低氣壓，並給予編號「22W」。它以時速約30公里的速度快速向西北偏西移動，與東北季候風產生相互作用，令廣東沿岸風勢加強。中國國家氣象中心指它在9月24日晚上9時20分登陸海南省萬寧市。隨後它橫過北部灣開始移向越南北部，並逐漸減弱，9月25日下午2時登陸越南廣寧省，9月26日減弱消散。隨着南海北部的低壓區增強為熱帶低氣壓，香港天文台於9月23日晚上11時10分發出一號戒備信號。在它的外圍雨帶以及偏東氣流共同影響下，香港部份地區錄得超過20毫米雨量，離岸地區在12日更受強風影響，而天文台8個參考自動氣象站當中，長洲曾上試強風，其後長洲泳灘更一度直逼烈風。期間發生意外，電壓驟降導致17人被困在升降機約一小時，後由消防員救出。於晚上7時20分取消所有熱帶氣旋警告信號，當時它集結在香港之西南約520公里。在它的影響之下，部份離岸及高地地區錄得強風。與此同時，澳門地球物理暨氣象局於9月24日午夜12時懸掛一號風球，當時該熱帶低氣壓集結在澳門東南偏南約570公里。日間三條大橋持續錄得強風，氣象局在下午12時半更新「特別報告」表示由於橋上間中吹強風及有陣風，呼籲駕駛人士注意行車安全。隨後在9月25日午夜12時除下所有風球，懸掛風球的時間剛好為1天，當時它集結在澳門西南約480公里。海南、廣東、廣西亦發出颱風藍色預警信號。而由於出現暴雨，中國氣象局對南部地區發佈暴雨黃色預警信號，有些地區更出現高達140毫米的降水。它在9月25日下午2時登陸越南廣寧省，26日於越南北部消散。它引發的大雨造成山泥傾瀉，幸無傷亡。越南中央水文氣象預報中心於河內共錄得150毫米雨量，在下龍灣亦有高達3米（9.8英尺）的浪。

### 熱帶低氣壓23W
美國海軍研究實驗室擾動編號97W，聯合颱風警報中心給其編號為熱帶低氣壓23W。
10月7日，日本氣象廳將它升為熱帶低氣壓，同日晚間8時，臺灣中央氣象局也把它升格為熱帶性低氣壓。10月9日上午5時，香港天文台將它升為熱帶低氣壓。上午9時，日本氣象廳發布烈風警報。10月10日上午5時50分，它登陸越南河靜省。並在當晚消散。

### 熱帶低氣壓26W
美國海軍研究實驗室擾動編號94W，聯合颱風警報中心給其編號為熱帶低氣壓26W。
一天後，聯合颱風警報中心對它發出最後警報，不久它併入蘭恩的環流中。

### 熱帶低氣壓29W
美國海軍研究實驗室擾動編號95W，联合台风警报中心给其编号为热带低气压29W。
10月30日上午9時，日本氣象廳將它升為熱帶低氣壓。11月1日下午2時，一度發佈海上強風警報，然而翌日上午2時即告取消，受達維影響它未能發展起來。11月3日，它在馬來半島登陸，並逐漸移離泰國灣進入安達曼海，日本氣象廳不再跟進它。不過它後來與達維的殘餘低壓區發生藤原效應而再度返回泰國灣，而此時日本氣象廳將它評為低壓區。
马来西亚半岛北部受它的影响，于11月4日下午开始给槟城带来长达15个小时的暴风雨，使当地逾八成地区受水灾、地陷、土崩、风暴潮等侵袭，致7人死亡。

## 熱帶氣旋時間表
以下時間線列出本年度的颱風生成及消散時間，而各風暴的詳情可參見上面的章節。

## 熱帶氣旋名單

### 國際命名
西北太平洋的熱帶氣旋是由日本氣象廳命名（即國際命名）。當該熱帶氣旋被日本氣象廳升格了為熱帶風暴後，就會使用下列名單中的名稱。名稱是根據以下名單而定，不按年度劃分。風暴名稱是由世界氣象組織颱風小組的成員提供，14個成員國和地區各自提交10個名稱，並以該國英文名稱按字母順序排列。本年未用名稱以灰色表示，黑色表示此風季已使用過。2017年的風暴名稱可能會與2000、2004至2005年及2011至2012年的部分風暴名稱相同。
| 提供國家／地區 | 名稱        | 名稱   | 名稱   | 名稱   | 名稱        |
| -------------- | ----------- | ------ | ------ | ------ | ----------- |
| 柬埔寨         | 達維 1723   | 康妮   | 娜基莉 | 科羅旺 | 翠絲        |
| 中國大陆       | 海葵 1724   | 玉兔   | 風神   | 杜鵑   | 木蘭        |
| 北韓           | 鴻雁 1725   | 桃芝   | 海鷗   | 舒力基 | 米雷        |
| 香港           | 啟德 1726   | 萬宜   | 鳳凰   | 彩雲   | 馬鞍        |
| 日本           | 天秤 1727   | 天兔   | 北冕   | 小熊   | 蠍虎        |
| 老撾           | 布拉萬 1801 | 帕布   | 巴蓬   | 薔琵   | 軒嵐諾      |
| 澳門           | 三巴        | 蝴蝶   | 黃蜂   | 煙花   | 梅花 1701   |
| 馬來西亞       | 杰拉華      | 聖帕   | 鸚鵡   | 查帕卡 | 莫柏 1702   |
| 密克罗尼西亚   | 艾雲尼      | 木恩   |        | 尼伯特 | 南瑪都 1703 |
| 菲律賓         | 馬力斯      | 丹娜絲 | 黑格比 | 盧碧   | 塔拉斯 1704 |
| 韓國           | 格美        | 百合   | 薔薇   | 銀河   | 奧鹿 1705   |
| 泰國           | 派比安      | 韋帕   | 米克拉 | 妮妲   | 玫瑰 1706   |
| 美國           | 瑪莉亞      | 范斯高 | 海高斯 | 奧麥斯 | 洛克 1707   |
| 越南           | 山神        | 利奇馬 | 巴威   | 康森   | 桑卡 1708   |
| 柬埔寨         | 安比        | 羅莎   | 美莎克 | 燦都   | 尼莎 1709   |
| 中國大陆       | 悟空        | 白鹿   | 海神   | 電母   | 海棠 1710   |
| 北韓           | 雲雀        | 楊柳   | 紅霞   | 蒲公英 | 奈格 1711   |
| 香港           | 珊珊        | 玲玲   | 白海豚 | 狮子山 | 榕樹 1712   |
| 日本           | 摩羯        | 劍魚   | 鯨魚   | 圓規   | 天鴿 1713   |
| 老撾           | 麗琵        | 法茜   | 燦鴻   | 南川   | 帕卡 1714   |
| 澳門           | 貝碧嘉      | 琵琶   | 蓮花   | 瑪瑙   | 珊瑚 1715   |
| 馬來西亞       | 溫比亞      | 塔巴   | 浪卡   | 妮亞圖 | 瑪娃 1716   |
| 密克罗尼西亚   | 蘇力        | 米娜   | 沙德爾 | 雷伊   | 谷超 1717   |
| 菲律賓         | 西馬侖      | 海貝思 | 莫拉菲 | 馬勒卡 | 泰利 1718   |
| 韓國           | 飛燕        | 浣熊   | 天鵝   | 鮎魚   | 杜蘇芮 1719 |
| 泰國           | 山竹        | 博羅依 | 艾莎尼 | 暹芭   | 卡努 1720   |
| 美國           | 百里嘉      | 麥德姆 | 艾濤   | 艾利   | 蘭恩 1721   |
| 越南           | 潭美        | 夏浪   | 環高   | 桑達   | 蘇拉 1722   |

### 菲律賓
菲律賓大氣地球物理和天文服務管理局對責任區域內的熱帶氣旋使用獨立的命名方法，所有在其責任海域形成，或是進入其責任海域，或是有可能進入其責任海域的熱帶低氣壓都會獲得名稱，命名名稱每4年完成一次輪換，只有退役的名稱會予以替換，並且還準備有輔助名單，以便在名稱全部用完時替補。以下列出2017年的風暴名單，未經啟用的名稱以灰色表示，括弧內則是風暴的國際名稱：
| Auring           | Bising          | Crising          | Dante（梅花）  | Emong（南瑪都） |
| Fabian（洛克）   | Gorio（納沙）   | Huaning（海棠）  | Isang（天鴿）  | Jolina（帕卡）  |
| Kiko（古超）     | Lannie（泰利）  | Maring（杜蘇芮） | Nando          | Odette（卡努）  |
| Paolo（蘭恩）    | Quedan（蘇拉）  | Ramil（達維）    | Salome（海葵） | Tino（鴻雁）    |
| Urduja（啟德）   | Vinta（天秤）   | Wilma（未用）    | Yasmin（未用） | Zoraida（未用） |
| 替補名單         |                 |                  |                |                 |
| Alamid（未用）   | Bruno（未用）   | Conching（未用） | Dolor（未用）  | Ernie（未用）   |
| Florante（未用） | Gerardo（未用） | Herman（未用）   | Isko（未用）   | Jaime（未用）   |

## 颱風季影響
此列表總結了2017年期間在國際日期變更線以西的北太平洋內發展或移入北太平洋的所有系統。此列表還概述了系統強度、持續時間、受影響的陸地範圍以及任何與系統相關的死亡或損失。
| 風暴名稱         | 持續日期                 | 最高強度     | 持續風速            | 氣壓                    | 影響地區                           | 損失 （美元） | 死亡人數 | 來源 |
| ---------------- | ------------------------ | ------------ | ------------------- | ----------------------- | ---------------------------------- | ------------- | -------- | ---- |
| 01W（Auring）    | 1月7日－1月16日          | 熱帶低氣壓   | 55 km/h（35 mph）   | 1,002 hPa（29.59 inHg） | 菲律賓、越南、柬埔寨               | $14.4萬       | 1        |      |
| Bising           | 2月3日－2月8日           | 熱帶低氣壓   | 55 km/h（35 mph）   | 1,000 hPa（29.53 inHg） | 無                                 | 無            | 無       |      |
| 熱帶低氣壓       | 3月20日－3月21日         | 熱帶低氣壓   | 未標明              | 1,008 hPa（29.77 inHg） | 菲律賓                             | 無            | 無       |      |
| 02W（Crising）   | 4月13日－4月20日         | 熱帶低氣壓   | 55 km/h（35 mph）   | 1,006 hPa（29.71 inHg） | 菲律賓、臺灣                       | $170萬        | 10       |      |
| 梅花（Dante）    | 4月22日－4月29日         | 熱帶風暴     | 65 km/h（40 mph）   | 1,002 hPa（29.59 inHg） | 無                                 | 無            | 無       |      |
| 莫柏             | 6月10日－6月13日         | 強烈熱帶風暴 | 100 km/h（60 mph）  | 985 hPa（29.09 inHg）   | 菲律賓、華南地區                   | $8830萬       | 無       |      |
| 熱帶低氣壓       | 6月29日－7月1日          | 熱帶低氣壓   | 未標明              | 1,008 hPa（29.77 inHg） | 日本                               | 無            | 無       |      |
| 南瑪都（Emong）  | 7月1日－7月5日           | 強烈熱帶風暴 | 100 km/h（60 mph）  | 985 hPa（29.09 inHg）   | 日本                               | $16.8億       | 42       |      |
| 熱帶低氣壓       | 7月4日－7月7日           | 熱帶低氣壓   | 55 km/h（35 mph）   | 1,010 hPa（29.83 inHg） | 臺灣、琉球群島                     | 無            | 無       |      |
| 熱帶低氣壓       | 7月13日－7月16日         | 熱帶低氣壓   | 55 km/h（35 mph）   | 1,006 hPa（29.71 inHg） | 無                                 | 無            | 無       |      |
| 塔拉斯           | 7月14日－7月18日         | 強烈熱帶風暴 | 95 km/h（60 mph）   | 985 hPa（29.09 inHg）   | 海南省、中南半島                   | $1.18億       | 14       |      |
| 奧鹿             | 7月19日－8月9日          | 強烈颱風     | 175 km/h（110 mph） | 935 hPa（27.61 inHg）   | 日本                               | $1億          | 2        |      |
| 玫瑰             | 7月20日－7月25日         | 熱帶風暴     | 75 km/h（45 mph）   | 1,002 hPa（29.59 inHg） | 無                                 | 無            | 無       |      |
| 桑卡             | 7月21日－7月30日         | 熱帶風暴     | 65 km/h（40 mph）   | 994 hPa（29.35 inHg）   | 菲律賓、越南、老撾、泰國           | $3.13億       | 37       |      |
| 洛克（Fabian）   | 7月21日－7月23日         | 熱帶風暴     | 65 km/h（40 mph）   | 1,002 hPa（29.59 inHg） | 菲律賓、臺灣、華南地區             | 無            | 無       |      |
| 尼莎（Gorio）    | 7月25日－7月31日         | 颱風         | 150 km/h（95 mph）  | 960 hPa（28.35 inHg）   | 菲律賓、琉球群島、臺灣、華東地區   | $2.82億       | 3        |      |
| 熱帶低氣壓       | 7月26日－7月30日         | 熱帶低氣壓   | 55 km/h（35 mph）   | 1,006 hPa（29.71 inHg） | 無                                 | 無            | 無       |      |
| 海棠（Huaning）  | 7月28日－8月1日          | 熱帶風暴     | 85 km/h（55 mph）   | 985 hPa（29.09 inHg）   | 臺灣、華東地區                     | $343萬        | 無       |      |
| 尼格             | 7月31日－8月6日          | 熱帶風暴     | 85 km/h（55 mph）   | 990 hPa（29.23 inHg）   | 無                                 | 無            | 無       |      |
| 榕樹             | 8月10日－8月17日         | 颱風         | 150 km/h（95 mph）  | 955 hPa（28.20 inHg）   | 無                                 | 無            | 無       |      |
| 天鴿（Isang）    | 8月19日－8月25日         | 颱風         | 140 km/h（85 mph）  | 965 hPa（28.50 inHg）   | 菲律賓、臺灣、華南地區、越南       | $64億         | 24       |      |
| 帕卡（Jolina）   | 8月23日－8月28日         | 強烈熱帶風暴 | 100 km/h（60 mph）  | 985 hPa（29.09 inHg）   | 菲律賓、華南地區、越南、泰國       | $1.15億       | 13       |      |
| 熱帶低氣壓       | 8月26日－8月27日         | 熱帶低氣壓   | 未標明              | 1,002 hPa（29.59 inHg） | 越南                               | 無            | 無       |      |
| 珊瑚             | 8月27日－9月3日          | 颱風         | 150 km/h（95 mph）  | 955 hPa（28.20 inHg）   | 馬里亞納群島、小笠原群島           | 不明          | 1        |      |
| 熱帶低氣壓       | 8月28日－8月29日         | 熱帶低氣壓   | 55 km/h（35 mph）   | 1,002 hPa（29.59 inHg） | 菲律賓                             | 無            | 無       |      |
| 瑪娃             | 8月30日－9月4日          | 強烈熱帶風暴 | 95 km/h（60 mph）   | 990 hPa（29.23 inHg）   | 菲律賓、華南地區                   | $153萬        | 無       |      |
| 谷超（Kiko）     | 9月4日－9月8日           | 熱帶風暴     | 65 km/h（40 mph）   | 1,000 hPa（29.53 inHg） | 菲律賓、臺灣、華東地區             | 無            | 無       |      |
| 泰利（Lannie）   | 9月7日－9月18日          | 強烈颱風     | 175 km/h（110 mph） | 935 hPa（27.61 inHg）   | 馬里亞納群島、臺灣、華東地區、日本 | $7.5億        | 5        |      |
| 杜蘇芮（Maring） | September 10–16          | 颱風         | 150 km/h（95 mph）  | 955 hPa（28.20 inHg）   | 菲律賓、海南省、中南半島、孟加拉國 | $8.36億       | 29       |      |
| 22W（Nando）     | 9月23日－9月25日         | 熱帶低氣壓   | 55 km/h（35 mph）   | 1,002 hPa（29.59 inHg） | 菲律賓、華南地區、越南             | 很小          | 無       |      |
| 23W              | 10月7日－10月10日        | 熱帶低氣壓   | 55 km/h（35 mph）   | 1,000 hPa（29.53 inHg） | 菲律賓、海南省、中南半島           | $6.09億       | 109      |      |
| 卡努（Odette）   | 10月11日－10月16日       | 颱風         | 140 km/h（85 mph）  | 955 hPa（28.20 inHg）   | 菲律賓、臺灣、華南地區、越南       | $3.73億       | 1        |      |
| 蘭恩（Paolo）    | 10月16日－10月23日       | 強烈颱風     | 185 km/h（115 mph） | 915 hPa（27.02 inHg）   | 加羅林群島、菲律賓、日本           | $20億         | 17       |      |
| 26W              | 10月18日－10月19日       | 熱帶低氣壓   | 45 km/h（30 mph）   | 1,002 hPa（29.59 inHg） | 菲律賓                             | 很小          | 14       |      |
| 蘇拉（Quedan）   | 10月22日－10月30日       | 強烈熱帶風暴 | 110 km/h（70 mph）  | 975 hPa（28.79 inHg）   | 加羅林群島、菲律賓、日本           | $2.5億        | 無       |      |
| 29W              | 10月30日－11月8日        | 熱帶低氣壓   | 55 km/h（35 mph）   | 1,006 hPa（29.71 inHg） | 越南、柬埔寨、泰國、馬來西亞       | 很小          | 7        |      |
| 達維（Ramil）    | 10月31日－11月4日        | 颱風         | 130 km/h（80 mph）  | 970 hPa（28.64 inHg）   | 菲律賓、越南、柬埔寨               | $10.3億       | 115      |      |
| 海葵（Salome）   | 11月9日－11月13日        | 熱帶風暴     | 75 km/h（45 mph）   | 998 hPa（29.47 inHg）   | 菲律賓、華南地區、越南             | $426萬        | 無       |      |
| 鴻雁（Tino）     | 11月16日－11月19日       | 熱帶風暴     | 65 km/h（40 mph）   | 1,000 hPa（29.53 inHg） | 菲律賓、馬來西亞、中南半島         | $1000萬       | 8        |      |
| 啟德（Urduja）   | 12月12日－12月22日       | 熱帶風暴     | 75 km/h（45 mph）   | 994 hPa（29.35 inHg）   | 菲律賓、馬來西亞、越南             | $7430萬       | 83       |      |
| 天秤（Vinta）    | 12月20日－2017年12月26日 | 颱風         | 130 km/h（80 mph）  | 970 hPa（28.64 inHg）   | 加羅林群島、菲律賓、馬來西亞、越南 | $4200萬       | 266      |      |
| 季節總結         |                          |              |                     |                         |                                    |               |          |      |
| 42個系統         | 2017年1月7日－12月26日   |              | 185 km/h（115 mph） | 915 hPa（27.02 inHg）   |                                    | $151億        | 853      |      |

## 外部連結
- （日語）日本氣象廳首頁（页面存档备份，存于）
- （英文）美國聯合颱風警報中心首頁
- 大韓民國氣象廳首頁（页面存档备份，存于）
- （繁體中文）中華民國交通部中央氣象局首頁（页面存档备份，存于）
- （简体中文）中國國家氣象中心首頁
- （简体中文）中國國家氣象中心-颱風實時路徑顯示
- （繁體中文）香港天文台首頁（页面存档备份，存于）
- （繁體中文）澳門地球物理暨氣象局首頁（页面存档备份，存于）
- （英文）菲律賓大氣地球物理和天文服務管理局首頁（页面存档备份，存于）
- （越南文）越南中央水文氣象預報中心首頁（页面存档备份，存于）
- （泰文）泰國地球物理暨氣象部門首頁（页面存档备份，存于）
- 熱帶氣旋衛星影像（页面存档备份，存于）
- 數位颱風—熱帶氣旋資料及圖片（页面存档备份，存于）
- ACE（页面存档备份，存于）